# Landamman de Schwytz
Le Landammann de Schwytz est la personne à la tête du Conseil d'État du canton de Schwytz.

## Liste des landammanns
Les landammanns sont les suivants :
- 1275 : Rudolph von Staufach et Werner von Seewen;
- 1313-1316/1317 : Werner Stauffacher[2];
- 1700-1702 : Johann Dominik Betschart;
- 1702-1704 : Franz Leodegar Niederöst;
- 1705-1707 : Gilg Christoph Schorno;
- 1707-1709 : Johann Sebastian Wüörner;
- 1709-1711 : Gilg Christoph Schorno;
- 1711-1713 : Josef Franz Ehrler;
- 1713-1715 : Gilg Christoph Schorno;
- 1719-1721 : Gilg Christoph Schorno;
- 1721-1723 : Josef Franz Reding;
- 1723-1725 : Gilg Christoph Schorno;
- 1725-1727 : Josef Franz Reding;
- 1727-1729 : Gilg Christoph Schorno;
- 1731-1733 : Gilg Christoph Schorno;
- 1733-1735 : Josef Franz Reding;
- 1737-1739 : Josef Franz Reding;
- 1739-1741 : Gilg Christoph Schorno;
- 1741-1743 : Josef Franz Reding;
- 1747-1749 : Carl Rudolf Betschart;
- 1749-1751 : Josef Franz Reding;
- 1803-1805 : Alois Reding;
- 1805-1807 : Meinrad Suter;
- 1807-1809 : Franz Xaver von Weber;
- 1809-1811 : Alois Reding;
- 1811-1813 : Meinrad Suter;
- 1813-1818 : Franz Xaver von Weber;
- 1818-1820 : Heinrich-Martin Hediger;
- 1820-1822 : Franz Xaver von Weber;
- 1822-1824 : Michael von Schorno;
- 1824-1826 : Karl Zai;
- 1826-1828 : Heinrich-Martin Hediger;
- 1828-1830 : Joseph Dominik Jütz;
- 1830-1832 : Nazar Reichlin;
- 1832-13 octobre 1833 : Franz Xaver von Weber;
- 1836-1838 : Fridolin Holdener;
- 1840-1842 : Fridolin Holdener;
- 1844-1846 : Fridolin Holdener;
- 1848-? : Nazar von Reding[3];
- 1850-1852 : Josef-Karl Bensiger;
- 1852-1854 : Dominik Kündig;
- 1854-1856 : Karl Styger;
- 1856-1858 : Anton Büeler;
- 1858-1860 : Xaver Auf der Maur;
- 1860-1862 : Anton Büeler;
- 1862-1864 : Karl Styger;
- 1864-1866 : Josef-Anton Steinegger;
- 1866-1868 : Joseph von Hettligen;
- 1878-1880 : Karl Reichlin;
- 1880-1882 : Vital Schwander;
- 1882-1884 : Karl Reichlin;
- 1888-1890 : Johann Anton Winet;
- 1892-1894 : Vital Schwander;
- 1894-1896 : Karl Reichlin;
- 1898-1900 : Rudolf Reding;
- 1900-1902 : Vital Schwander;
- 1902-1904 : Karl Reichlin;
- 1904-1906 : Heinrich Wyss;
- 1906-1908 : J.-M. Schuler;
- 1908-1910 : Josef Räber;
- 1910-1912 : Josef Fassbind;
- 1912-1914 : Martin Ochsner;
- 1914-1916 : Anton Büehler;
- 1916-1918 : Kaspar Bamert;
- 1918-1920 : Josef Martin Camenzind;
- 1922-1924 : Meinrad Ziltener;
- 1924-1926 : Karl Weber;
- 1926-1928 : Karl Kählin;
- 1928-1930 : Joseph Bösch;
- 1930-? : Anton Ruoss;